# Daniel Martínez
Daniel Felipe Martínez Poveda(n. 25 aprilie 1996, Soacha, Columbia) este un ciclist columbian membru al echipei EF Pro Cycling. Specialist în cursele pe etape, a câștigat Critérium du Dauphiné 2020.

## Rezultate în Marile Tururi

### Turul Franței
2 participare
- 2018: locul 36
- 2020: câștigător al etapei a 13-a

### Turul Italiei
2 participare
- 2016: locul 89
- 2017: abandon (etapa a 17-a)

### Turul Spaniei
1 participare
- 2019: locul 41